# Wilhelm von Behringer
Wilhelm Behringer, später von Behringer, (* 1. November 1820 in Babenhausen; † 29. August 1902 in München) war ein deutscher Jurist und Reichstagsabgeordneter der Liberalen Reichspartei.

## Leben
Wilhelm Behringer war der Sohn des Assessors Martin Behringer und dessen Ehefrau Theresia Braunmühl.
Wilhelm Behringer besuchte die Lateinschule in Augsburg und das (heutige) Wilhelmsgymnasium München (Abitur 1840). Anschließend studierte er Philosophie und Rechtswissenschaft an der Ludwig-Maximilians-Universität München und der Ruprecht-Karls-Universität Heidelberg bis 1845.
Am 14. April 1847 wurde er Gerichtsassessor in Türkheim. Danach arbeitete er im Landgerichtsdienst. Am 8. September 1857 stieg er zum Bezirksgerichtsrat in Memmingen auf. Schließlich ernannte man ihn am 3. Juni 1861 zum Appellationsgerichtsrat von Schwaben und Neuburg. Am 15. April 1874 wurde er in das Bayerische Justizministerium berufen und dort am 4. November 1875 zum Oberappellationsgerichtsrat befördert. Am 6. September 1877 erreichte er als Ministerialrat den Höhepunkt seiner beruflichen Karriere. Am 16. August 1883 trat er in den Ruhestand. Ab 1879 war er nebenamtliches Mitglied der juristischen Prüfungskommission der Universität München.
Von 1863 bis 1869 war Behringer Mitglied der Kammer der Abgeordneten. Dort war er Mitglied und Ausschusssekretär des Gesetzgebungsausschusses zu Beratung der Zivilprozessordnung. Außerdem gehörte er dem Justizausschuss an. Er war auch Referent im bayerischen Parlament zu bestimmten Einzelfragen, wie etwa der Abschaffung der Todesstrafe.
Behringer war Mitglied der 1. Legislaturperiode des Deutschen Reichstages von 1871 bis 1873. Als Abgeordneter vertrat er den Wahlkreis Schwaben 4 (Illertissen) und schloss sich im Reichstag der Fraktion der Liberalen Reichspartei an.

## Ehrungen
- Nobilitierung
- Ehrenbürger von Memmingen (1869)